# Abubakar Kamara
Pour les articles homonymes, voir Kamara.
Ne doit pas être confondu avec Aboubakar Kamara ou Boubacar Kamara.
Abubakar Kamara (né le 19 août 1970 à Freetown en Sierra Leone) est un joueur de football international sierraléonais, qui évoluait au poste de défenseur.

## Biographie

### Carrière en sélection
Avec l'équipe de Sierra Leone, il figure dans le groupe des sélectionnés lors des Coupes d'Afrique des nations de 1994 et de 1996.
Il joue également trois matchs comptant pour les tours préliminaires de la coupe du monde 1998.